# 3120 Dangrania
A 3120 Dangrania (ideiglenes jelöléssel 1979 RZ) a Naprendszer kisbolygóövében található aszteroida. Nyikolaj Sztyepanovics Csernih fedezte fel 1979. szeptember 14-én.